# Deak vs. România și Marea Britanie
Cauza Deak vs. România și Marea Britanie (petiția numărul 19055/2005, hotărârea din 3 iunie 2008) reprezintă o cazuistică a Curții Europene a Drepturilor Omului. În acest caz instanța a tratat articolul 6 (atât dreptul la o judecată echitabilă cat și desfășurarea într-un termen rezonabil) și articolul 8 (Dreptul la respectarea vieții private și de familie)
Reclamantul, cetățeanul român Andrei Deak, este tatăl unui copil minor născut în 1998; în 2000 reclamantul a divorțat de mama copilului, mama obținând custodia copilului în timp ce tatăl a primit o perioadă de vizitare de 82 de zile pe an. În septembrie 2002 mama copilului a plecat în Marea Britanie la studii, în noiembrie 2002 s-a recăsătorit acolo și în decembrie 2002 a luat copilul cu  ea în Marea Britanie, lucru pe care reclamantul l-a aflat în ianuarie 2003. Începând cu anul 2003 reclamantul a fost pus în imposibilitatea de a avea contacte normale cu fiul său; când acestea au fost în sfârșit permise în Marea Britanie, s-au limitat la câte maximum două ore în spații închise, sub supravegherea altor adulți și cu interzicerea folosirii limbii române.
Au urmat multiple procese atât în România cât și în Marea Britanie, procese ce s-au terminat abia în anul 2006.
Reclamantul s-a plâns că nici autoritățile române nici cele britanice nu au reușit să asigure întoarcerea copilului său în România pentru a-și putea exercita drepturile parentale. De asemenea, el s-a plâns de durata exagerată a procedurilor.

## Concluzii
În acest caz instanța de la Strasbourg a respins plângerea reclamantului în temeiul articolelor 6 (pretinsa inechitate a proceselor în Marea Britanie), 8 (încălcarea dreptului de vizitare al fiului său) și din nou 6 (durata prea mare a proceselor în Marea Britanie) și a admis doar plângerea în temeiul articolului 6 (durata prea mare a proceselor în România), reclamantul obținând doar 1000 euro daune non-pecuniare (față de 500,000 euro ceruți) și respectiv 300 euro cheltuileli de judecată (față de peste 100,000 ceruți).